# Nikolai Saltykow
Pour les articles homonymes, voir Saltykov.
Nikolai Saltykow (en russe : Николай Николаевич Салтыков, Nikolaï Nikolaïevitch Saltykov), né en 1872, à Vychni Volotchek, une ville de l'oblast de Tver, mort en 1961 à Belgrade, est un mathématicien et historien des sciences d'origine russe, mais dont l'essentiel des travaux eurent lieu en Yougoslavie. Écrivant en russe, en serbe, en allemand et en français, Saltykow publia de nombreux travaux sur les équations différentielles et quelques travaux historiques, dont une étude originale sur la vie du mathématicien ragusien Marin Ghetaldi.

## Biographie
Diplômé en 1895 de l'université de Kharkov, où il passe en 1898 son examen de maîtrise, Nicolas Saltykow vient étudier en France puis en Allemagne, où il obtient son doctorat en 1905.
Professeur de l'Institut technologique de Tomsk entre 1901 et 1903, puis à l'Institut polytechnique de Kiev entre 1903 et 1906, il intègre l'université de Kharkov de 1906 à 1909 et l'université de Tbilissi en Géorgie de 1919 à 1921.
Saltykow émigre en 1921 vers le royaume de Serbie. Il enseigne immédiatement à l'université de Belgrade. En 1922, il est nommé à une chaire de philosophie. Ses travaux portent sur les équations aux dérivées partielles ; il enseigne parallèlement l'algèbre (théorie de l'élimination), la géométrie analytique, la géométrie projective et la mécanique.
Jusqu'en 1937, il enseigne deux mois par an en Belgique, dans les quatre universités belges. Membre correspondant de l'Académie serbe des sciences depuis 1934, il a publié plus de 250 articles scientifiques et il a participé à presque tous les congrès internationaux de mathématiques de la fin du XIXe siècle jusqu'en 1961.
En 1959, ses travaux ont été honorés par l'un des grades les plus élevés[Lequel ?] de l'université yougoslave. 
Membre de la Société des mathématiciens et des physiciens de Serbie, de l'Union des sociétés de mathématiques et de l'Institut de mathématiques, il a pris sa retraite en 1954, à quatre-vingt-deux ans.
Une rue de Belgrade porte son nom depuis 2005.

## Travaux

### Travaux mathématiques
- 1897 : « Sur les transformations infinitésimales des équations différentielles »
- 1897 : « Étude sur les intégrales d'un système des équations différentielles aux dérivées partielles de plusieurs fonctions inconnues »
- 1924 : Sur les théories des équations aux dérivées partielles du premier ordre d'une seule fonction inconnue, à Bruxelles : M. Hayez, 172 pages. Imprimé à Paris, chez Gauthier-Villars, 1925
- 1930 : « Étude bibliographique sur le mémoire inédit de Charpit », dans Bull. Sci. math., série 2, tome 54, p. 255-264
- 1931 : Méthodes classiques d'intégration des équations aux dérivées partielles du premier ordre. Imprimé à Paris, chez Gauthier-Villars, et dont un résumé est disponible ici
- 1933 : « Équations aux dérivées partielles du second ordre intégrables par un système de Charpit », Belgrade
- 1936 : « Structure d’un système normal d’équations aux dérivées partielles du premier ordre aux intégrales données des caractéristiques », dans Bull. Acad. Sci. math. nat. A 3, Acad. R. Serbe, p. 161-169
- 1937 : « Étude bibliographique de la seconde partie du mémoire inédit de Charpit », dans Bull. Sci. math., série 2, tome 61, p. 55-64
- 1938 : « Méthodes immédiates d'intégration des équations aux dérivées partielles du second ordre »
- 1938 : « Démonstration d’existence des intégrales d’équations aux dérivées partielles du premier ordre à une fonction inconnue », dans Publ. math. Univ. Belgrade, vol. 6-7, p. 189-196
- 1939 : « Forme canonique des groupes fonctionnels » (en français), dans Bulletin de l'Académie des Sciences mathématiques et naturelles de Serbie, A 5, p. 75-87. Réimprimé dans les CRAS, 208, 1861-1863.
- 1939 : « Équations aux dérivées partielles et invariants canoniques d’un groupe fonctionnel », dans CRAS, 208, p. 2047-2049
- 1940 : « Problèmes modernes d'intégration des équations aux dérivées partielles du second ordre à une fonction inconnue »
- 1947 : « Systèmes d'équations aux dérivées totales complètement et non complètement intégrables »

On consultera ici une liste des travaux répertoriés sur l'Electronic Research Archive for Mathematics.

### Travaux historiques
- N. Saltykow, « Étude bibliographique sur le mémoire inédit de Charpit », Bull. Sci. math., 2e série, vol. 54,‎ 1930, p. 255-264

- 1934 : Étude sur l’évolution des méthodes modernes d’intégration des équations aux dérivées partielles du premier ordre (en français), Mém. Acad. Bruxelles. 80 13, n° 5, 35 p.
- 1935 : « Histoire et évolution des mathématiques » (en français), dans Enseignement, 33, p. 214-220 ; C. R. 2e Congrès Math. Pays slaves, Casopis Prague, 64, p. 255-256
- 1935 : « Notes sur la méthode de Legendre pour intégrer les équations linéaires aux dérivées partielles de second ordre » (en français), Casopis, Praha, 64, p. 166-168
- N. Saltykow, « Étude bibliographique de la seconde partie du mémoire inédit de Charpit », Bull. Sci. math., 2e série, vol. 61,‎ 1937, p. 55-64
- 1938 : « Souvenirs concernant le géomètre yougoslave Marinus Ghetaldi, conservés à Dubrovnik, en Dalmatie », dans Isis, Bruges
- 1938 : « La géométrie de Descartes. I, II », dans Bull. Sci. math., série 2, tome 62, p. 83-96 et 110-123
- 1939 : « L’œuvre de Jacobi dans le domaine des équations aux dérivées partielles du premier ordre », dans Bull. Sci. math. (2) 63, 213-228